# Вальтер Кентопп
Вальтер Кентопп (нім. Walter Köhntopp; 19 квітня 1911, Марінталь — 19 лютого 2000, Марінталь) — німецький офіцер-підводник, капітан-лейтенант крігсмаріне.

## Біографія
3 квітня 1937 року вступив на флот. З червня 1939 року — вахтовий офіцер на плавучій базі підводних човнів «Ізар». З липня 1940 року служив в 3-й флотилії форпостенботів. З лютого 1941 року — командир 59-ї флотилії форпостенботів. В червні-листопаді 1941 року пройшов курс підводника. З грудня 1941 року — вахтовий офіцер на підводному човні U-77. В квітні 1942 року переданий в розпорядження 29-ї флотилії і пройшов курс командира човна. З 1 липня 1942 по 20 липня 1943 року — командир U-14, з 16 вересня 1943 по 9 жовтня 1944 року — U-995, на якому здійснив 4 походи (разом 55 днів у морі). В жовтні 1944 року переданий в розпорядження 19-ї флотилії і більше не отримав призначень. 18 травня 1945 року взятий в полон британськими військами.

## Звання
- Фенріх-цур-зее (14 травня 1937)
- Лейтенант-цур-зее (1 жовтня 1938)
- Оберлейтенант-цур-зее (1 жовтня 1940)
- Капітан-лейтенант (1 жовтня 1943)

## Нагороди
- Залізний хрест 2-го класу (1940)
- Нагрудний знак мінних тральщиків (1941)
- Нагрудний знак підводника (12 квітня 1942)